# 伊吉博徳
伊吉 博徳（いき の はかとこ）は、飛鳥時代から奈良時代にかけての官人。氏は伊岐・壱伎、名は博得とも記される。姓は史のち連。『日本書紀』に『伊吉博徳書』が引用されていることで知られる（後述）。

## 出自
中国系渡来氏族で周の第11代王である宣王の末子尚父の子孫で長安人の楊雍の後裔であるとする。壬申の乱において近江朝廷（大友皇子）側で活躍した壱伎韓国は同族と思われる。

## 経歴
斉明朝にて大使・坂合部石布や副使・津守吉祥らとともに第4次遣唐使の使節に任ぜられる。斉明天皇5年（659年）7月に難波の三津浦から出航し、8月に筑紫大津浦（博多港）から日本を離れる。9月に百済南岸の島に到着しさらに大海に出るも、坂合部石布の船は逆風に遭って南海の爾加委（喜界島か）という島に漂着してしまい、津守吉祥の船のみ唐の越州会稽県須岸山（現在の舟山群島の須岸島）を経て、余姚県（現在の浙江省余姚）に上陸して、閏10月に越州の州庁（現在の浙江省紹興）に到着した。
そこから駅馬に乗って長安を経て月末には洛陽に入京し、唐の皇帝・高宗との謁見を行った。この謁見の際に、使節は陸奥の蝦夷の男女2名を献上して説明を行っており、この時の問答は当時の蝦夷の生活（穀類はなく肉食を行っていた、家屋はなく深山の樹の下に居住）について記述された貴重な記録となっている。同年12月には韓智興の従者・西漢大麻呂（または東漢草足嶋）による使節に対する讒言があり、韓智興は三千里の流刑（最高の遠流）に処せられ、使節らも同様に流罪と定められたが、博徳の奏言によって辛うじて赦免されている。さらに、唐による百済遠征計画があったために情報が日本側に伝わらないように使節は長安に幽閉された。
斉明天皇6年（660年）8月に百済が滅亡して遠征が終了すると使節は幽閉を解かれ、同年10月に洛陽に入り、坂合部石布船の生存者である東漢長阿利麻ら5人と再会する。11月に捕虜となった百済の義慈王や王族13人、貴族ら37人を目撃している（国家の滅亡がどのような事態を及ぼすのか、博徳らは身にしみて実感したのではないか、と倉本一宏は述べている）。同月、皇帝の慰労を受けて使節一行は出発した。
斉明天皇7年（661年）正月に越州（杭州湾南岸）まで戻る。同年4月に帰国のために越州から出航しすると、10日弱で耽羅（済州島）に至り、5月に同国の王子・阿波伎らを伴って日本に帰国、ちょうど筑紫朝倉宮に滞在していた斉明天皇と中大兄皇子に報告を行った。この際、白雉4年（653年）の第2次遣唐使で唐に渡った学問僧ら（定恵・氷老人など）の消息も伝えている。
天智天皇3年（664年）百済にあった唐の鎮将・劉仁願が郭務悰を日本に派遣すると、博徳は津守吉祥らとともに筑紫大宰にて応接にあたったが、唐の皇帝からの正式な使節ではなく、百済の鎮将の私使であったため、使節団に入京を許さなかったとされる。天智天皇6年（667年）11月に劉仁願による再度の遣使として来日した司馬法聡が帰国する際、博徳は送使を務め、翌天智天皇7年（668年）正月に帰朝し復命している。
天武天皇12年（683年）一族とともに史姓から連姓に改姓する。朱鳥元年（686年）大津皇子の謀叛事件に連座して八口音橿らとともに捕縛されるが、大津皇子に欺かれたとして罰を許された。持統天皇9年（695年）遣新羅使の副使に任ぜられ、正使・小野毛野とともに新羅に出発する。その後の5年間は史書に現れないが、698年3月に「日本国」から初めて新羅に来た使者であった可能性もある（『三国史記』新羅本紀）。
文武天皇4年（700年）刑部親王・藤原不比等らとともに律令の編纂を命ぜられる（この時の冠位は直広肆で、695年当時の小野毛野と同じ）。大宝元年（701年）大宝律令が制定・施行されると従五位下に叙せられ、大宝3年（703年）には律令選定の功労により賜田10町・封戸50戸を与えられ、賜田は子の代まで伝えることを許された。その後、時期は不明ながら位階は従五位上に至る。

## 『伊吉博徳書』
『伊吉博徳書』は、伊吉博徳が第4次遣唐使に随行した際の紀行記録で、成立年代は天武天皇12年（683年）前後、または持統天皇4年（690年）から同9年（695年）とする見方がある。
『日本書紀』において、白雉5年（654年）2月条、斉明天皇5年（659年）7月条、同6年（660年）7月条、同7年（661年）5月条にこの記録が引用されている。日本書紀の斉明紀では「伊吉連博徳書」、孝徳紀では「伊吉博得言」という別の表現で引用されている。
日本の古代を知る数少ない記録であり、貴重である。この書では「天皇」という君主号は用いるが「日本」という国号は用いず「倭」「大倭」「本国」と書かれる。高宗が使者に「日本国の天皇、平安にますやいなや」と問う場面だけ「日本国」が現れるが、岩波文庫の『日本書紀』校注では「日」を「曰」の誤写と見て「問訊ひて曰く、本国の天皇」とも読めると解説している。
白雉5年2月条では「伊吉博得が言はく」とあり「書」とは書かれていない。この直前に「東宮監門郭丈挙、悉問日本國之地里及國初之神名」とあるが、上記と同様、原史料に「問ひて曰く、本國の地里」とあったものが纏める過程で誤写があったとも考えられる。

## 官歴
『六国史』による。
- 時期不詳：小山下
- 天智天皇6年（667年） 11月13日：送唐客使
- 天武天皇12年（683年） 10月5日：史姓から連姓に改姓
- 朱鳥元年（686年） 10月2日：逮捕（大津皇子の謀叛）
- 時期不詳：務大弐
- 持統天皇9年（695年） 7月26日：見遣新羅副使
- 時期不詳：直広肆
- 文武天皇4年（700年） 6月17日：大宝律令編纂に参加
- 大宝元年（701年） 3月21日：従五位下（大宝令施行）。8月3日：賜禄（律令選定の労による）
- 大宝3年（703年） 2月15日：賜田10町封戸50戸（律令選定の功による）
- 時期不詳：従五位上[15]